# Irinovac
Irinovac – wieś w Chorwacji, w żupanii karlowackiej, w gminie Rakovica. W 2011 roku liczyła 130 mieszkańców.